# Erromenus glabrosus
Erromenus glabrosus là một loài tò vò trong họ Ichneumonidae.